# جاكوب بانكروفت
جاكوب بانكروفت (بالإنجليزية: Jacob Bancroft)‏ هو لاعب كرة قدم بريطاني، ولد في 9 أبريل 2001 في ريدنغ في المملكة المتحدة. لعب مع سويندون تاون.